# Излизане от пистата на „Боинг P-8 Посейдон“ през 2023 г.
На 20 ноември 2023 г. военен самолет „Боинг P-8 Посейдон“ изпълнява вътрешен полет, който се управля от Военноморските сили на Съединените американски щати. При кацането си на въздушната станция на морската пехота „Канеохе Бей“, Канеохе, Хаваи, Съединените американски щати, машината излиза от пистата и се приземява в залива Канеохе. Метеорологичните условия в този момент не са добри, вали дъжд и видимостта е под 2 км. В инцидента няма пострадали сред деветимата членове на екипажа на борда. Щетите по самолета са значителни и летателната му годност към юли 2025 г. остава неясна. Инцидентът се разследва.
Преди изваждането около самолета са поставени заграждения за ограничаване на разпространението на петрол. Спасителният екип също така изважда почти цялото гориво от резервоарите. На 2 декември екип от Военноморските сили и Корпуса на морската пехота на Съединените американски щати изваждат машината, след като използват надуваеми спасителни ролкови чували. „Посейдон“ се проверява, за да се определи дали може да бъде възстановен в работно състояние, или трябва да бъде бракуван.